# 假面騎士JEANNE&假面騎士AGUILERA with Girls Remix
《假面騎士JEANNE&假面騎士AGUILERA with Girls Remix》（日语：仮面ライダージャンヌ＆仮面ライダーアギレラ withガールズリミックス）是特摄片《假面騎士REVICE》的外傳作品。

## 本作特色
- 本作為首部出演者皆為女性的假面騎士外傳作品[2]。

### 各作品關聯性
- 本作時間線位於《假面騎士REVICE》本篇第36~37話之間，與《假面騎士W RETURNS 假面騎士 Accel》[注 1]、外傳《假面騎士Specter×Blades》[注 2]、《假面騎士REVICE The Mystery》[注 3]和劇場版《假面騎士Beyond Generations》[注 4]有關聯性。

## 故事概要
為了調查某一事件，在鳴海亞樹子的呼喚下，神代玲花、伊絲、Poppy Pipopapo、五十嵐櫻和夏木花於幸福澡堂集合，彼此對“假面騎士”作為共同話題而熱烈討論著，除了收到自稱是親姐姐來信的夏木花。
在夏木花決定帶著亞樹子出門與姐姐見面時，卻是遇見祕密結社黑撒旦，並被該組織盯上。

## 設定
黑撒旦
原文： / Black Satan
於1975年開始興起的祕密結社，被其敵人，也就是假面騎士強人一手擊潰後，潛伏於民間至今，Miss泰坦（藤本光子）是該結社的現任領導，而黑江百合子則是該結社的主要打手。
為了復興結社過去的輝煌，而拐帶無數女性孩童，並透過撒旦蟲的控制來進行洗腦式栽培，使她們成為結社的主要戰力。
然而，隨著Miss泰坦被打敗以及被逮捕，整個結社再次崩潰。

## 登場人物
五十嵐櫻（いがらし・さくら）（井本彩花飾）
假面騎士JEANNE的變身者，五十嵐一家的小女兒。
拉布科芙（伊藤美來聲）
五十嵐櫻體內寄宿的惡魔。
於本作中因被亞樹子稱呼為「槌之子（ツチノコ）」而感到不高興。
夏木花（淺倉唯飾）
假面騎士AGUILERA的變身者，WEEKEND的成員。
於本作中受到百合子的催眠電波所影響，導致體內潛藏的惡魔花甦醒並奪取身體，成為假面騎士DARK AGUILERA的變身者，後被櫻打倒而解除變身並恢復原本人格。
神代玲花（安潔拉芽衣飾）
假面騎士Sabela的變身者，真理之劍的劍士。
伊絲（鶴嶋乃愛飾）
假面騎士ZERO-TWO的變身者，飛電Intelligence的社長秘書Humagear。
刃唯阿（井桁弘恵聲）
假面騎士瓦爾基麗的變身者，A.I.M.S.的隊長。
於本作中緊隨支援大門凜子，追擊黑撒旦不果。
Poppy Pipopapo（松田瑠華飾）
假面騎士Poppy的變身者，音樂遊戲「DoReMiFa 節拍」所誕生的缺陷者。
大門凛子（高山侑子飾）
國家安全局0課的刑事。
於本作中因收到黑撒旦的相關情報而奮力追擊，事件之後隨即逮捕Miss泰坦歸案。
鳴海亞樹子（なるみ・あきこ）（山本光飾）
鳴海偵探事務所的社長。
深海花音（ふかみ・かのん）（工藤美櫻飾）
深海誠的妹妹。
本作中在眼魔世界接收到異常電波而與瀧川紗羽合作，由於專屬幽靈眼魂被哥哥深海誠因危險而沒收，無法變身成假面騎士Kanon-Specter。
瀧川紗羽（たきがわ・さわ）（瀧裕可里飾）
新聞記者。
於本作中委託鳴海亞樹子協助調查電波人的事件。
月讀（大幡詩繪理飾）
假面騎士月讀的變身者。
於本作中姍姍來遲下為一眾同夥解決暫時的危機，並合力打倒Miss泰坦。

### 本作登場人物
夏木百合子（文音飾）
自稱是夏木花的姐姐的神秘女子。
真實身分為黑撒旦一員——黑江百合子，同時也是電波人BLACK TACKLE的變身者。
於故事尾端由於一度被花感化，加上被Miss泰坦操控般啟動了自爆裝置，在被花一手解決燃眉之急後重獲自由。
Miss泰坦（松本梨香飾）
黑撒旦的現任領導，外觀是身著黑色西裝、頭戴黑色獨眼頭盔的女子，戰鬥力也不在話下，對麾下許多成員而言是如同「母親」一樣的存在。
暗中襲擊亞樹子與其替換，企圖以迎接夏木花作為組織大首領為幌子，復甦整個結社。
真實身分為藤本光子，由於無親無故、生活處處碰壁而對整個社會陷入絕望，因而加入了黑撒旦，企圖推翻腐敗的社會。
於故事尾段進一步進化成「百目泰坦（百目タイタン）」，一度佔據上風，但最後仍不敵一眾假面騎士，更被大門凜子逮捕歸案。

## 本作登場假面騎士

### 假面騎士DARK AGUILERA
變身者：惡魔花（替身演員：林本奈奈、CV：淺倉唯）
原文： / Kamen Rider DARK AGUILERA
名稱由來：該騎士的黑暗姿態。

#### 形態
| 形態名稱         | 簡介 | 外觀                         | 能力                       | 必殺技 |
| Default 基本形態 | WEEK ENDRIVER 搭配 Queen Bee Vistamp 變身的形態，為假面騎士DARK AGUILERA的基礎形態。 身高：198.7cm 體重：63.1kg 拳擊力：31.8t 踢擊力：27.8t 跳躍力：28.0m 行動速度：100m / 2.2秒。 | 全身以白、黑、灰、黃色為主。 | 擁有女王蜂基因情報的能力。 |        |

### 電波人BLACK TACKLE
變身者：黑江百合子（演員 + CV：文音）
原文： / Electronic Wave Humanoid BLACK TACKLE
名稱由來：《假面騎士Stronger》中登場的電波人TACKLE的黑暗姿態。

#### 形態
| 形態名稱         | 簡介                                                                             | 外觀                 | 能力 | 必殺技 |
| Default 基本形態 | 僅身著一套黑色戰服和一頂瓢蟲頭盔後所著裝的姿態，為電波人BLACK TACKLE的基礎形態。 | 全身以紅、黑色為主。 | 能釋放電波進行攻擊、彈開子彈和催眠，並能在不接觸目標的狀態下將其扔飛。 此外也擁有能使出強力格鬥術的強大身體能力。 當透過特製頭盔發動「超級旋風（ウルトラサイクロン）」時，連同變身者一起成為自爆裝置。 |        |

### 假面騎士AGUILERA
變身者：夏木花（替身演員：林本奈奈、CV：淺倉唯）
原文： / Kamen Rider AGUILERA

#### 形態
| 形態名稱                  | 簡介                                                                                     | 外觀                                         | 能力                     | 必殺技                                                                                           |
| Buffalo Genome 野牛基因組 | 原文： WEEK ENDRIVER 搭配 Buffalo Vistamp 變身的形態，為假面騎士AGUILERA的武裝變換形態。 | 全身以白、紅、黑、黃色為主，持有圓月輪武裝。 | 擁有野牛基因情報的能力。 | Buffalo Stamping Destroy 原文： Buffalo Stamping Break 原文： 在武裝上凝聚能量後向目標擲出攻擊。 |

### 假面騎士JEANNE
變身者：五十嵐櫻（替身演員：宮澤雪、CV：井本彩花）
原文： / Kamen Rider JEANNE

#### 拉弗科芙
| 形態名稱                    | 簡介                                                                                   | 外觀                                             | 能力                       | 必殺技                                                                                        |
| Tricera Genome 三角龍基因組 | 原文： 假面騎士JEANNE 使用 LIBERA DRIVER 搭配 Tricera Vistamp 後，拉弗科芙變化的形態。 | 全身以黑、金、藍、銀色為主，外形為一對帶刃步槍。 | 擁有三角龍基因情報的能力。 | Tricera Stamping Smash 原文： Tricera Liberal Smash 原文： 在雙槍上凝聚能量後對目標發射光束。 |

## 樂曲

### 主題曲
「Riot in bloom」
- 演唱：淺倉唯
- 作詞：瀧尾沙
- 作曲：tatsuo

### 插曲
「Cherry-ish!」（3）
- 演唱：井本彩花、伊藤美來
- 作詞：瀧尾沙
- 作曲：tatsuo

## 製作人員
- 原作 - 石之森章太郎
- 導演 - 坂本浩一
- 劇本 - 内田裕基

## 外部連結
- TTFC （页面存档备份，存于） （日語）

## 相關資料